# Nicu Alifantis
Nicu Alifantis (n. 31 mai 1954, Brăila) este un muzician, actor, poet, cântăreț și compozitor român de muzică folk și muzică de teatru.

## Biografie
Nicu Alifantis, născut la 31 mai 1954, la Brăila din părinți greco-macedoneni (mama sa, Evdocsia, era aromâncă, iar tatăl său, Menelaus, grec) face studii muzicale particulare și debutează scenic în anul 1973. Este angajat în 1975 la Teatrul „Maria Filotti” din Brăila și devine destul de cunoscut și iubit de public, astfel încât în 1976 casa de discuri Electrecord îi editează primul material discografic, Cântec de noapte, cu patru piese. În același an se înscrie în ATM.
După armată devine membru al Cenaclului Flacăra, condus de poetul Adrian Păunescu, și participă la majoritatea „întâmplărilor artistice”, melodii ale sale figurând pe compilațiile Folk 1 și Folk 2 apărute la Electrecord în 1977 și, respectiv, în 1978. În 1983, la apariția triplului LP care marca 10 ani de activitate a cenaclului, Nicu Alifantis este cel mai bine reprezentat cantautor de pe acest album, figurând cu trei piese.
Între 1973 și 2002 a susținut 4.036 concerte.
În 1995 fondează grupul Alifantis & Zan, ca trupă de studio pentru albumul său Voiaj. În 1996, după înregistrarea albumului Nichita, Zan devine o trupă de proiecte din care mai fac parte: Virgil Popescu (chitară bas, voce), Sorin Voinea (claviaturi, voce), Răzvan Mirică (chitară electrică și acustică, sitar, mandolină, voce), Relu Bițulescu (baterie).
În aprilie 1999 înființează Fundația Nicu Alifantis cu scopul de a promova „proiecte artistice în care valoarea, forța și autenticitatea vor fi primordiale”.
Despre Nicu Alifantis, scriitorul și poetul Emil Brumaru scria:
„Nicu Alifantis ne scrie cu sufletul pe cîntecul vieții fiecăruia din noi cuvintele-i simple, afectuoase, dulci-amare, lăsîndu-ne destrămați o clipă, reînviindu-ne apoi, mai bucuroși, mai teferi, întru poezia-i caldă.
În inima mea, toată blîndețea-l simte poet de cînd lumea și-s fericit să o spun și altora. Și s-o repet pînă la îngeri!”

## Debuturi
- debut componistic în anul 1972 – „Furtuna” de Ostrovski, Teatrul „Maria Filotti”, Brăila.
- debut scenic în anul 1973 – emisiunea Tele Top, TVR.
- debut discografic în anul 1976 – EP-ul Cântec de noapte, Electrecord.

## Discografie
- Cântec de noapte (EP, Electrecord, 1976)
- După melci (LP, Electrecord, 1979)
- Nicu Alifantis & Florian Pittiș (EP, Electrecord, 1980) (album realizat cu Florian Pittiș)
- Nicu Alifantis (Mașina de scris) (LP/MC, Electrecord, 1984)
- Mitică Popescu (LP, Electrecord, 1985; reeditat pe CD în 2014) (album realizat cu Mitică Popescu)
- Piața Romană nr. 9 (LP/MC, Electrecord, 1988)
- Risipitorul de iubire (LP/MC, Electrecord, 1990)
- Decembre (single, Toji Productions, 1992)
- Ia toji baladist (LP, Romtrust & Eurostar & Toji Productions, 1992; reeditat pe CD/MC în 1998)
- Voiaj (CD/MC, Intercont Music, 1995; reeditat pe CD în 2011 și 2016) (album realizat cu formația Zan)
- Nichita (CD/MC, Nemira, 1996; reeditat pe CD în 2011 și 2015) (album realizat cu formația Zan, include înregistrări cu Nichita Stănescu)
- 25 (CD/2xMC, Intercont Music, 1998)
- Cadavrul viu (CD, Toji Productions, 2001)
- Neuitatele femei (CD/MC, Nemira, 2002; reeditat pe CD în 2006 și 2011) (album realizat cu formația Zan)
- Șah-mat (CD/MC, Nova Music Entertainment, 2004; reeditat pe CD în 2016) (album realizat cu formația Zan)
- Tandrețuri pentru femei cu cei 4 corifei (DVD, TVR Media, 2005) (album realizat cu Mircea Baniciu, Mircea Vintilă și Alexandru Andrieș)
- Simphonicu (2xCD/DVD, Fundația Nicu Alifantis & Nova Music Entertainment, 2005)
- Decembre (CD, Nova Music Entertainment & Unica, 2006) (distribuit cu revista Unica)
- Vinyl Collection (4xCD, Intercont Music, 2007; reeditat în 2014)
- Muzică de colecție, Vol. 71 (CD, Jurnalul Național, 2008) (distribuit cu ziarul Jurnalul Național)
- Astă seară stau acasă (CD, Fundația Nicu Alifantis & TVR Media, 2009) (album realizat cu Ștefan Iordache)
- Cântece de șemineu (CD/LP, Fundația Nicu Alifantis, 2010)
- Nevestele vesele din Windsor (CD, Fundația Nicu Alifantis, 2011)
- Mozaic (CD+carte, Alifantis Music, 2013)
- Cântece de iarnă (CD, e-media & Click! pentru femei, 2014) (distribuit cu ziarul Click! pentru femei)
- Șotron - Vol. I (CD+carte de colorat, Alifantis Music, 2015)
- Madame Mon Amour (Cântece de iubire) (CD, Alifantis Music & e-media, 2016)
- Scrisori nedesfăcute (CD, Nemira & Alifantis Music, 2016) (audiobook în lectura autorului)
- Țara de unde vin... (CD, Alifantis Music & e-media, 2018) (album realizat cu formația Zan)
- Memorabilia • Theatre Music Collection • 45 Anniversary Box Set (8xCD/2xDVD box-set, Alifantis Music, 2018)
- Live la UM 01671 (USB memory stick 8GB, Alifantis Music, 2019) (album realizat cu formația Zan)
- Decembre 50 Collection • Cincizeci de ierni peste Decembre (CD/DVD box-set, Alifantis Music, 2019)
- Leoneed Is Love (CD+carte, Alifantis Music, 2021) (album realizat cu formația Zan)

## Roluri în teatru
- Alter Ego (în „Philadelphia ești a mea”, 1972)
- Acordeonistul (în „Furtuna”, 1972)
- Trubadurul (în „Swanewit”, 1973)
- Baladistul (în „Întîlnirea mea cu Micul Prinț”, 1973)
- Comentatorul (în „O șansă pentru fiecare”, 1973)
- Toboșarul (în „Copiii lui Kenedy”, 1979)
- Baladistul (în „Șoareci de apă”)

## Filmografie

### Actor
- Bietul Ioanide (1980)
- O zi la București (1987)

### Muzică
- Moara lui Călifar (1984)
- Aripi de zăpadă (1985)

## Volume
- Scrisori nedesfăcute alăturându-li-se 2 epistole de Emil Brumaru și Laurențiu Ulici (Ed. Nemira, 1997) (carte relansată în 2016)
- Dicționarul lui Alifantis (Ed. Nicu Alifantis, 2014) (carte relansată în 2019)
- Mozaic (Alifantis Music, 2013) (carte lansată împreună cu albumul Mozaic)
- FaceCarte (Ed. Nicu Alifantis, 2016)
- 45 poeme la întâmplare (Ed. Nicu Alifantis, 2018)
- Între ieri și mâine (poezele, gânduri, licurici) (Ed. Nicu Alifantis, 2020)
- Leoneed Is Love (Alifantis Music, 2021) (carte lansată împreună cu albumul Leoneed Is Love)

## Premii și distincții
- Premiul UNITER pentru muzică de teatru (1991)
- Premiul pentru muzica de scenă de la spectacolul „Ubu Rex” cu scene din „Macbeth” (1991)
- Premiul pentru muzică de teatru Constanța (1995)
- Premiul pentru muzica de scenă de la spectacolul „Cadavrul viu” (2002)
- Cetățean de onoare al Brăilei (2017)[3]

Președintele României Ion Iliescu i-a conferit lui Nicu Alifantis la data de 10 decembrie 2004 Ordinul Meritul Cultural în grad de Cavaler, Categoria B - „Muzică”, „pentru contribuțiile deosebite în activitatea artistică și culturală din țara noastră, pentru promovarea civilizației și istoriei românești”.